# 大頭兵鯰
大頭兵鯰為輻鰭魚綱鯰形目美鯰科的其中一種，為熱帶淡水魚。分布於南美洲阿根廷淡水流域，棲息在底層水域，生活習性不明。

## 扩展阅读
維基物種上的相關：大頭兵鯰